# الرئيس المؤقت لمجلس الشيوخ الأمريكي
الرئيس المؤقت لمجلس الشيوخ الأمريكي (بالإنجليزية: President pro tempore of the United States Senate)‏، ويختصر غالبًا إلى الرئيس المؤقت (بالإنجليزية: President pro tem)‏، هو ثاني أعلى منصب في مجلس الشيوخ الأمريكي بعد نائب رئيس الولايات المتحدة. نائب الرئيس الأمريكي هو الرئيس الرسمي لمجلس الشيوخ وفقًا للمادة الأولى في القسم الثالث من دستور الولايات المتحدة، مع أنه ليس عضوًا في المجلس، ويتوجب على مجلس الشيوخ اختيار رئيس مؤقت للمجلس ليؤدي مهام رئيس المجلس في حال غيابه.
ينتخب أعضاءُ مجلس الشيوخ عادةً الرئيسَ المؤقت بقرار يتبنُّوه بالتوافق العام دون إجراء تصويت رسمي. لا يحدد الدستور شروطًا معينة لتولي هذا المنصب، لكن يختار مجلس الشيوخ أحد أعضائه الحاليين دائمًا، وعلى عكس نائب الرئيس لا يمكن للرئيس المؤقت كسر التعادل في التصويت داخل المجلس إذا تساوت الأصوات. يتمتع الرئيس المؤقت ببعض الامتيازات وعدد محدود من الصلاحيات.
يتمتع الرئيس المؤقت لمجلس الشيوخ الأمريكي بسلطة رئاسة جلسات مجلس الشيوخ في غياب نائب رئيس الولايات المتحدة. ومع ذلك نادرًا ما يتولى نائب الرئيس أو الرئيس المؤقت رئاسة الجلسات إلا في الحالات الضرورية أو لتسليط الضوء على التصويتات المهمة. بدلاً من ذلك تُدوَّر مهمة رئاسة الجلسات بين الأعضاء الجدد في مجلس الشيوخ من الحزب الأكثر عددًا لإعطائهم فرصة لاكتساب الخبرة في الإجراءات البرلمانية.
يختار أكبر أعضاء مجلس الشيوخ الأمريكي سناً من حزب الأغلبية ليشغل منصب الرئيس المؤقت منذ عام 1890م، ويستمر في شغل المنصب حتى انتخاب شخص آخر. منذ إقرار قانون الخلافة الرئاسية في عام 1947م أصبح الرئيس المؤقت ثالث شخص في ترتيب الخلافة الرئاسية، بعد نائب رئيس الولايات المتحدة ورئيس مجلس النواب. الرئيس المؤقت الحالي لمجلس الشيوخ الأمريكي هو تشوك غراسلي من ولاية آيوا، أدى غراسلي اليمين الدستورية في 3 يناير 2025م مع بداية الكونغرس التاسع عشر بعد المئة خلفًا لباتي موراي من ولاية واشنطن، وهي أكبر عضو في الكتلة الديمقراطية في مجلس الشيوخ بعد وفاة ديان فاينستاين في سبتمبر 2023م، وأول امرأة تتولى هذا المنصب.

## السلطات والمسؤوليات
مع أن منصب الرئيس المؤقت لمجلس الشيوخ يشبه إلى حد ما منصب الناطق باسم مجلس النواب، إلا أن سلطات الرئيس المؤقت أقل بكثير. تتركز معظم السلطات في مجلس الشيوخ بيد زعيم الأغلبية وأعضاء آخرين، ولكن بصفته الضابط المسؤول عن إدارة جلسات المجلس، يُخوَّل للرئيس المؤقت ممارسة بعض المهام في غياب نائب رئيس الولايات المتحدة، مثل البت في المسائل المرتبطة بالنظام العام للجلسات.
يُعد الرئيس المؤقت لمجلس الشيوخ، إلى جانب رئيس مجلس النواب، من الجهات التي يجب أن تُرسل إليها الإعلانات المتعلقة بعدم قدرة الرئيس على أداء مهامه أو قدرته على استئنافها وفقًا للتعديل الخامس والعشرين للدستور الأمريكي. يُصنَّف الرئيس المؤقت في المرتبة الثالثة في تسلسل التداول الرئاسي بعد نائب الرئيس ورئيس مجلس النواب، ولهذا السبب يُعتبر من بين القلة من أعضاء الكونغرس الذين يحق لهم الحصول على فريق حماية أمني دائم.
تشمل المهام الإضافية للرئيس المؤقت تعيين عدد من المسؤولين في الكونغرس، والمشاركة في لجان استشارية وهيئات معينة. كما يُعتبر المُتَلَقِي القانوني الرسمي لبعض التقارير المقدمة إلى مجلس الشيوخ، مثل تقارير "قانون سلطات الحرب"، التي تمنحه، بالاشتراك مع الناطق باسم مجلس النواب، سلطة مطالبة الرئيس باستدعاء الكونغرس للانعقاد.
الرئيس المؤقت، بحكم منصبه، عضو في عدد من اللجان والهيئات. كما يشارك مع أمين مجلس الشيوخ والمسؤول عن النظام في الحفاظ على النظام داخل أنحاء المجلس ومبانيه.

## التاريخ

### تأسيس المنصب
أُنشِئ منصب الرئيس المؤقت لمجلس الشيوخ بموجب دستور الولايات المتحدة في عام 1789م. وبين عامي 1792 و1886م كان الرئيس المؤقت ثانيًا في خط الخلافة الرئاسية بعد نائب الرئيس وقبل الناطق باسم مجلس النواب. وحتى عام 1891م كان الرئيس المؤقت يعيَّن تعيينًا متقطعًا، فقط عندما يكون نائب الرئيس غير متاح لترؤس جلسات مجلس الشيوخ، أو عند انتهاء دورة انعقاد الكونغرس.
جون لانغدون هو أول من شغل منصب الرئيس المؤقت، وقد انتُخب في 6 أبريل 1789م، وخدم في المجلس لأربع فترات منفصلة بين عامي 1789 و1793م. شغل أكثر من 12 عضوًا هذا المنصب خلال العقد الأول من عمل مجلس الشيوخ، حيث ترأسوا الجلسات وصدَّقوا على التشريعات، بالإضافة إلى قيامهم بمهام إدارية روتينية.
عندما كان منصب نائب الرئيس شاغرًا كما حدث في عشر مناسبات بين عامي 1812 و1889م، أصبح منصب رئيس مجلس الشيوخ المؤقت أكثر أهمية. فعلى الرغم من أنه لم يتولَ منصب نائب الرئيس رسميًا، إلا أن رئيس مجلس الشيوخ المؤقت كان التالي في خط الخلافة الرئاسية. قبل التصديق على التعديل الخامس والعشرين لدستور الولايات المتحدة في عام 1967م، كان من الممكن شغل منصب نائب الرئيس فقط من خلال انتخابات عادية. وقد أُشير إلى بعض الأشخاص الذين شغلوا هذا المنصب بصفة غير رسمية خلال هذه الفترات بلقب "نائب الرئيس المؤقت".
شهد مجلس الشيوخ الأمريكي خلال القرن التاسع عشر ثلاث مناسبات كان فيها بلا رئيس أو رئيس مؤقت:
- من 9 يوليو إلى 11 يوليو 1850م، بعد تولي ميلارد فيلمور الرئاسة إثر وفاة زكاري تايلور، وحتى انتخاب وليام آر. كينغ رئيسًا مؤقتًا لمجلس الشيوخ.[6]
- من 19 سبتمبر إلى 10 أكتوبر 1881م، بعد تولي تشيستر آرثر الرئاسة إثر وفاة جيمس أ. غارفيلد، وحتى انتخاب توماس فرانسيس بايارد رئيسًا مؤقتًا لمجلس الشيوخ.
- من 25 نوفمبر إلى 7 ديسمبر 1885م، بعد وفاة نائب الرئيس توماس أ. هندريكس، وحتى انتخاب جون شيرمان رئيسًا مؤقتًا لمجلس الشيوخ.[7]

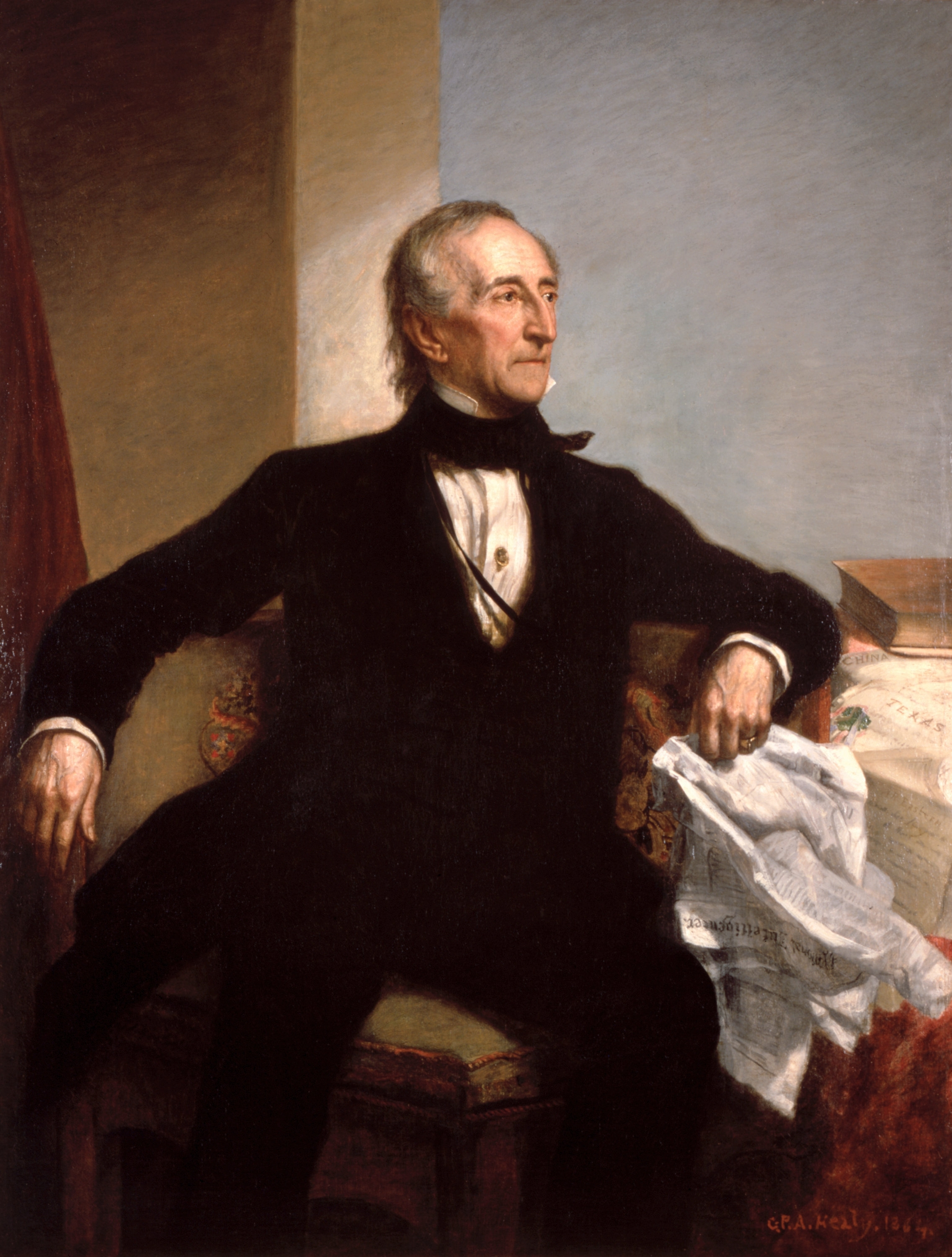
جون تايلر هو الرئيس المؤقت الوحيد لمجلس الشيوخ الذي أصبح فيما بعد رئيسًا للولايات المتحدة.

عندما اُتُّهم الرئيس أندرو جونسون وحُوكِم في عام 1868، لم يكن هناك نائب للرئيس، كان بنجامين فرانكلين ويد رئيس مجلس الشيوخ المؤقت هو التالي في خط الخلافة الرئاسية. يرى العديد من المؤرخين أن تطرف ويد كان أحد الأسباب الرئيسة التي دفعت مجلس الشيوخ إلى تبرئة جونسون، لتجنب وصول ويد إلى البيت الأبيض.
توفي نائب الرئيس هنري ويلسون في 22 نوفمبر 1875م. أصبح السيناتور توماس دبليو فيري التالي في خط الخلافة الرئاسية بصفته رئيسًا مؤقتًا لمجلس الشيوخ، وظل في هذا المنصب حتى 4 مارس 1877م. أثناء تولي فيري منصب الرئيس المؤقت لمجلس الشيوخ، ترأس محاكمة عزل وزير الحرب الأمريكي ويليام بيلناب في عام 1876م، بالإضافة إلى اجتماعات اللجنة الانتخابية التي أنشأها الكونغرس لحل النزاع حول الانتخابات الرئاسية الأمريكية لعام 1876. في ذلك الوقت ومع استمرار توليه منصب الرئيس المؤقت، كان فيري سيصبح رئيسًا بالوكالة بشكل مؤقت إذا لم يُصدَّق على نتائج التصويت في المجمع الانتخابي بحلول 4 مارس 1877م. ومع ذلك قام الكونغرس في 2 مارس 1877م بالتصديق على فوز رذرفورد هايز بأصوات المجمع الانتخابي.
استبعد منصب الرئيس المؤقت لمجلس الشيوخ ورئيس مجلس النواب من خط الخلافة الرئاسية في عام 1886م. وأعيد إدراجهما مرة أخرى في عام 1947، ولكن هذه المرة أصبح ترتيب الرئيس المؤقت لمجلس الشيوخ بعد رئيس مجلس النواب.
شغل ويليام فراي منصب الرئيس المؤقت لمجلس الشيوخ من عام 1896 إلى عام 1911 (خلال الكونغرس الرابع والخمسين حتى الثاني والستين)، وهي أطول فترة خدمة لأي شخص في هذا المنصب. استقال فراي من المنصب بسبب تدهور حالته الصحية قبل وفاته بفترة قصيرة. واجه مجلس الشيوخ صعوبة في انتخاب رئيسه، حيث انقسم الجمهوريون الذين كانوا يشكلون الأغلبية حينها بين فصائل تقدمية ومحافظة، كان كل منها يدعم مرشحًا مختلفًا. وفي المقابل، رشح الديمقراطيون مرشحهم الخاص. أدى هذا الانقسام الثلاثي إلى عدم حصول أي مرشح على الأغلبية اللازمة. استغرق الأمر أربعة أشهر للوصول إلى حل توافقي. تولى الديمقراطي أغسطس بيكون رئاسة المجلس ليوم واحد فقط في 14 أغسطس 1911 خلال غياب نائب الرئيس. بعد ذلك تناوب بيكون وأربعة جمهوريين هم: تشارلز كورتيس، جاكوب جالينجر [الإنجليزية]، هنري كابوت لودج، وفرانك برانديجي [الإنجليزية] على منصب الرئيس المؤقت حتى نهاية دورة الكونغرس.

### العصر الحديث
انتخبَ مجلس الشيوخ السيناتور كينيث مكيلار [الإنجليزية] رئيسًا مؤقتًا له في يناير 1945م، كان حينها صاحب أطول مدة خدمة متواصلة. أصبح من المعتاد بعدها أن يشغل هذا المنصب العضو الأكثر أقدمية في الحزب الحاكم.
اُنتخِب باتي موراي رئيسًا مؤقتًا لمجلس الشيوخ في يناير 2023م، لتصبح أول امرأة تتولى هذا المنصب. وعند انتخابها، كانت ثاني أكثر الأعضاء أقدمية في الحزب الحاكم.
كان الرئيس المؤقت لمجلس الشيوخ يشارك  تاريخيًا في رئاسة أي جلسة مشتركة للكونغرس الأمريكي إلى جانب رئيس مجلس النواب في حال وجود شغور في منصب نائب الرئيس. ومع التصديق على التعديل الخامس والعشرين لدستور الولايات المتحدة في عام 1967م أصبحت حالات شغور منصب نائب الرئيس أقل شيوعًا.
برزت، مع ذلك، الحاجة إلى دور الرئيس المؤقت في سبتمبر 2001م بعد هجمات 11 سبتمبر. وخلال خطاب الرئيس جورج بوش الابن أمام الكونغرس في 20 سبتمبر، أُبقي نائب الرئيس ديك تشيني في مكان آمن لأسباب أمنية، فتولى الرئيس المؤقت روبرت بيرد الرئاسة بالنيابة عنه.
ترأس الرئيس المؤقت باتريك ليهي جلسة محاكمة العزل الثانية لدونالد ترامب في عام 2021م. وعلى خلاف المحاكمات الرئاسية السابقة التي كان يرأسها رئيس المحكمة العليا وفقًا للدستور، تولى ليهي هذا الدور لأن ترامب لم يكن رئيسًا في المنصب عندما بدأت المحاكمة.

## المسؤولون ذوو الصلة

### الرئيس المؤقت بالإنابة
توقف شاغلو هذا المنصب تدريجيًا عن ترؤس جلسات مجلس الشيوخ، مع وجود مهام رسمية لمنصبهم، وذلك بسبب الطابع التكراري والشرفي للمنصب. بالإضافة لذلك، عادةً ما يكون الرئيس المؤقت للمجلس أكبر الأعضاء سنًا في الحزب الحاكم، مما يجعله غالبًا رئيسًا لإحدى اللجان المهمة في مجلس الشيوخ وله التزامات أخرى. نتيجة لذلك أصبح لدى الرئيس المؤقت وقت أقل لترؤس جلسات المجلس يوميًا. يُعيَّن، بدلًا من ذلك، أعضاء مجلس الشيوخ الأصغر سنًا من الحزب الحاكم ليكونوا "رؤساء مؤقتين بالإنابة" لترؤس الجلسات، مما يتيح للأعضاء الجدد تعلم الإجراءات البرلمانية بالممارسة، وعادةً ما يُعين الرئيس المؤقت رئيسًا مؤقتًا بالإنابة كل يوم.

### الرئيس المؤقت الدائم بالإنابة

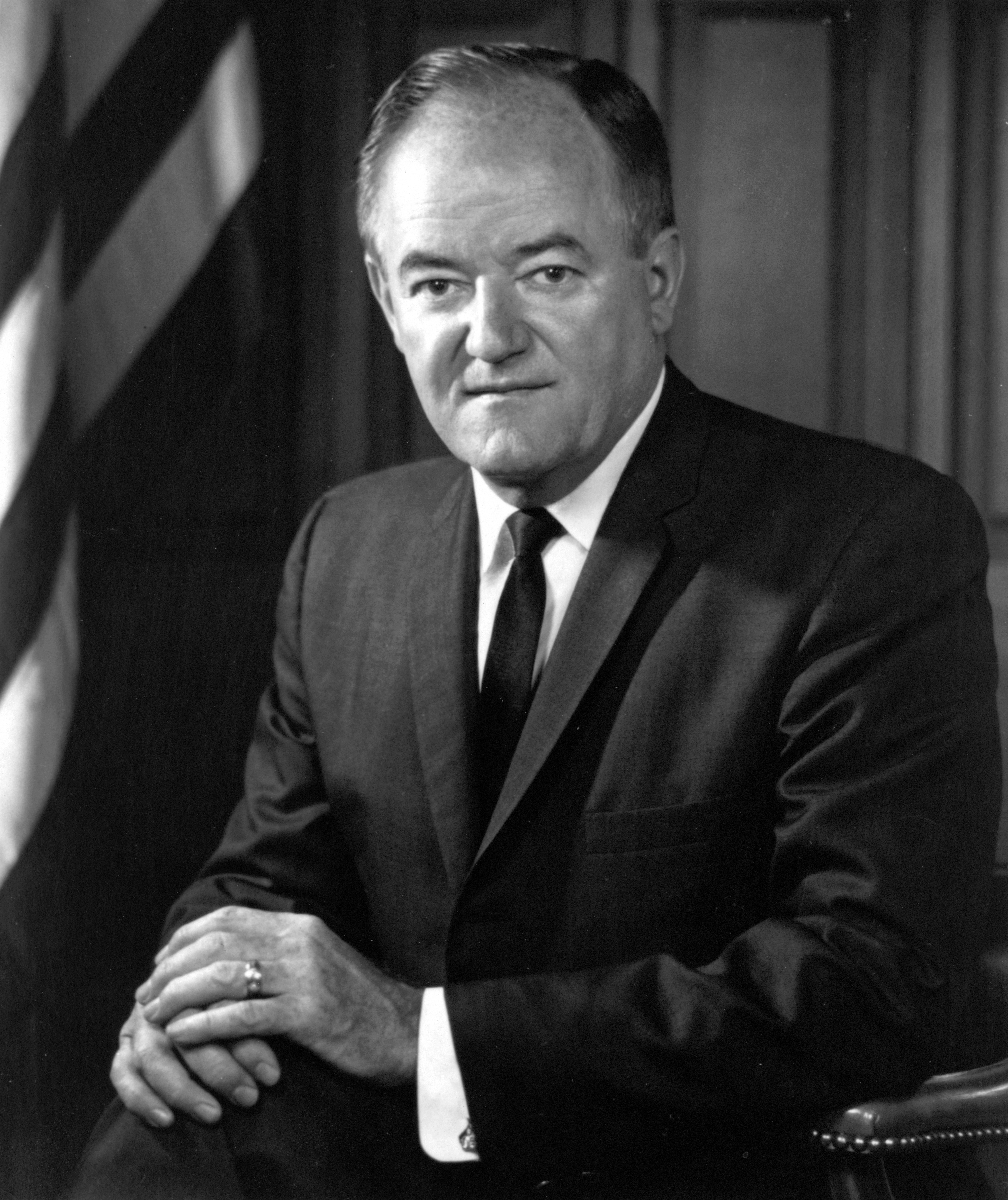
كان هيوبرت همفري (ديمقراطي من ولاية مينيسوتا) أول نائب رئيس مؤقت في الفترة 1977-1978.

عُيِّن لي ميتكالف رئيسًا مؤقتًا دائمًا بالإنابة في يونيو 1963م بسبب مرض الرئيس المؤقت كارل هايدن، لم تُحدَّد مدة لهذا التعيين وظل ميتكالف يشغل المنصب حتى وفاته أثناء ولايته في عام 1978م.

### نائب الرئيس المؤقت
أُنشِئ منصب نائب الرئيس المؤقت ليكون منصبًا شرفياً في عام 1977م لهيوبرت همفري نائب الرئيس الأمريكي السابق بعد خسارته الترشح زعيمًا للأغلبية في مجلس الشيوخ.
نص قرار مجلس الشيوخ بإنشاء هذا المنصب على أن أي رئيس أو نائب رئيس سابق يخدم في مجلس الشيوخ سيكون مؤهلًا لهذا المنصب. ومع ذلك لم يشغل أي شخص هذا المنصب منذ همفري، باستثناء جورج ميتشل الذي اُنتخِب نائبًا للرئيس المؤقت في عام 1987م بسبب مرض الرئيس المؤقت جون ستينيس [الإنجليزية]. ظل المنصب شاغرًا منذ عام 1989م.

### الرئيس المؤقت الفخري
يُمنح لقب "الرئيس المؤقت الفخري" منذ عام 2001 شرفياً لعضو في الحزب المعارض سبق له أن شغل منصب الرئيس المؤقت. ومن بين من حصلوا على هذا اللقب:
- ستروم ثورموند من كارولاينا الجنوبية (2001–2003)
- روبرت بيرد من فيرجينيا الغربية (2003–2007)
- تيد ستيفنز من ألاسكا (2007–2009)
- باتريك ليهي من فيرمونت (2015–2021)
- تشوك غراسلي من آيوا (2021–2025)
- باتي موراي من واشنطن (2025 – حتى الآن)

أُنشِئ هذا المنصب لثورموند عندما استعاد الحزب الديمقراطي الأغلبية في مجلس الشيوخ في يونيو 2001م. وعندما تغيرت السيطرة الحزبية مرة أخرى، أصبح ستيفنز رئيسًا مؤقتًا وبيرد ثاني رئيس مؤقت فخري.
مع أن للرئيس المؤقت الفخري دور شرفي فقط دون مسؤوليات رسمية، فإنه يُمنح زيادة في عدد الموظفين، ويمكنه تقديم المشورة لقادة الحزب بشأن أدوار مجلس الشيوخ. ومع ذلك فقد ألغيت الزيادة المصاحبة لميزانية المكتب في نهاية الدورة 113 للكونغرس، قبل تولي باتريك ليهي المنصب ليكون أول رئيس فخري بعد ست سنوات من الشغور.

## الراتب
بلغ راتب الرئيس المؤقت لمجلس الشيوخ في عام 2024 «193,400 دولاراً»، وهو مساوٍ لراتب زعماء الأغلبية والأقلية في كلا المجلسين بالكونغرس. في حالة شغور منصب نائب الرئيس، يصبح راتب الرئيس المؤقت مساوياً لراتب نائب الرئيس، ولم يُعدَّل راتب الرئيس المؤقت وأعضاء الكونغرس منذ عام 2009.

## مصطلحات
1. ↑  Sergeant at Arms
2. ↑  Permanent acting president pro tempore
3. ↑  Deputy president pro tempore
4. ↑  president pro tempore emeritus

### فهرس الإحالات
منشورات
1. ↑  Erickson (2008), p. 9.
2. 1 2 3 4  Davis (2015), p. [بحاجة لرقم الصفحة].
3. ↑  Davis (2015), p. 11.
4. ↑  Erickson (2008), p. 7-10.
5. ↑  Neale (2004), p. 22.
6. ↑  Feerick (1965), p. 104-105.
7. ↑  Erickson (2008), p. 55-72.
8. ↑  Smith (1977), p. [بحاجة لرقم الصفحة].
9. ↑  Gold (2004), p. 211.

وب
1. 1 2  "Hillary takes Senate gavel -- for an hour". CNN (بالإنجليزية). 24 Jan 2001. Archived from the original on 2010-01-20. Retrieved 2025-01-20.
2. 1 2 3 4 5 6 7  "About the President Pro Tempore". United States Senate (بالإنجليزية). Archived from the original on 2024-12-30. Retrieved 2024-12-31.
3. ↑  Mark Stricherz (16 Jun 2017). "Congressional Security Details Remain Murky". Roll Call (بالإنجليزية). Archived from the original on 2018-12-09. Retrieved 2024-12-31.
4. 1 2  Richard E. Berg-Andersson (7 Jun 2001). "The Green Papers Historical Data :A Brief History of Congressional Leadership". The Green Papers (بالإنجليزية). Archived from the original on 2025-01-19. Retrieved 2025-01-04.
5. ↑  "John Tyler, Tenth Vice President (1841)". United States Senate (بالإنجليزية). Archived from the original on 2011-05-06. Retrieved 2011-05-06.
6. ↑  "Lafayette Foster". United States Senate (بالإنجليزية). Archived from the original on 2011-06-04. Retrieved 2025-01-03.
7. ↑  "THOMAS WHITE FERRY DEAD.; Once a Senator, Acting Vice President, and a National Figure". The New York Times (بالإنجليزية الأمريكية). 15 Oct 1896. ISSN:0362-4331. Archived from the original on 2025-01-20. Retrieved 2021-07-21.
8. ↑  Liz Goodwin (3 Jan 2023). "Patty Murray makes history as first female Senate pro tem". The Washington Post (بالإنجليزية). Archived from the original on 2024-07-06. Retrieved 2025-01-20.
9. ↑  "Cheney not at the speech". Tampa Bay Times (بالإنجليزية). 21 Sep 2001. Archived from the original on 2025-01-03. Retrieved 2025-01-03.
10. ↑  Nikole Killion; Tim Perry; Caroline Linton (26 Jan 2021). "Senator Patrick Leahy to preside over Trump's second impeachment trial". CBS Interactive Inc. (بالإنجليزية). Archived from the original on 2025-01-14. Retrieved 2025-01-03.
11. ↑  "Rules of the Senate: APPOINTMENT OF A SENATOR TO THE CHAIR". United States Senate (بالإنجليزية). Archived from the original on 2016-12-02. Retrieved 2025-01-04.
12. ↑  "Hubert H. Humphrey (1911 - 1978): Vice President under Lyndon B. Johnson - January 20, 1965 until January 20, 1969". virtualology (بالإنجليزية). Archived from the original on 2025-01-20. Retrieved 2025-01-04.
13. ↑  Senator Trent Lott (6 Jun 2001). "S.Res.103 - 107th Congress (2001-2002): A resolution expressing the thanks of the Senate to the Honorable Strom Thurmond for his service as President Pro Tempore of the United States Senate and to designate Senator Thurmond as President Pro Tempore Emeritus of the United States Senate". Congress.gov (بالإنجليزية). Archived from the original on 2023-01-08. Retrieved 2025-01-21.
14. ↑  Niels Lesniewski (10 Dec 2014). "Leahy: 'Kind of Petty' Not to Fund Emeritus Office in 'Cromnibus'". Roll Call (بالإنجليزية). Archived from the original on 2024-09-18. Retrieved 2025-01-04.
15. ↑  [a] "Senate Salaries (1789 to Present)". United States Senate (بالإنجليزية). Archived from the original on 2025-01-14. Retrieved 2025-01-14.
[b] Kate Gibson (5 Nov 2024). Alain Sherter (ed.). "How much money do U.S. House members make? - CBS News". CBS Interactive Inc. (بالإنجليزية). Archived from the original on 2025-01-14. Retrieved 2025-01-03.

### معلومات المراجع كاملة
المقالات المحكمة
- Martin B. Gold; Dimple Gupta (2004). "The Constitutional Option to Change Senate Rules and Procedures: A Majoritarian Means to Over Come the Filibuster" (PDF). Harvard Journal of Law and Public Policy (بالإنجليزية). 28 (1): 205–272. ISSN:0193-4872. QID:Q131840288.

الكتب
- John D. Feerick; Paul A. Freund (1965), From failing hands: the story of presidential succession (بالإنجليزية), New York City: Fordham University Press, OCLC:189364, QID:Q131840088
- Gene Smith (1977). High crimes and misdemeanors: the impeachment and trial of Andrew Johnson (بالإنجليزية). William Morrow and Company. ISBN:978-0-688-03072-8. OCLC:2121574. QID:Q131840262.
- Thomas H. Neale (2004), Presidential and Vice Presidential Succession: Overview and Current Legislation (PDF), CRS report for Congress (RL31761) (بالإنجليزية), Washington, D.C.: Congressional Research Service, OCLC:1097449772, QID:Q131836946
- Nancy Erickson (2008). Pro tem: presidents pro tempore of the United States Senate since 1789 (PDF) (بالإنجليزية). Washington, D.C.: United States Government Publishing Office. ISBN:978-0-16-079984-6. OCLC:692343133. QID:Q131833387.
- Christopher M. Davis (2015), The President Pro Tempore of the Senate: History and Authority of the Office, CRS report for Congress (RL30960) (بالإنجليزية), Washington, D.C.: Congressional Research Service, OCLC:1103714497, QID:Q131840187

## وصلات خارجية
- "الرئيس المؤقت". الموقع الرسمي لمجلس الشيوخ الأمريكي. مؤرشف من الأصل في 2024-12-31. اطلع عليه بتاريخ 2008-11-27.